# Neoxorides longiacer
Neoxorides longiacer là một loài tò vò trong họ Ichneumonidae.